# Sturnornis albofrontatus
Sturnornis albofrontatus é uma espécie de pássaro da família Sturnidae. É endêmico do Sri Lanka. Foi por muito tempo conhecido erroneamente como S. senex; este acabou por ser identificado como um sinônimo júnior do S. sericeus (Mees 1997). Porém, a maioria das autoridades taxonômicos colocam a espécie em seu próprio gênero, Sturnornis.